# ロテール・ブリュトー
ロテール・ブリュトー （Lothaire Bluteau、1957年4月14日 - ）は、カナダ、ケベック州モントリオール出身の俳優。

## 来歴
1980年代より映画・テレビに出演し、幅広い演技力で聖者から犯罪者まで様々な役を演じている。1989年の『モントリオールのジーザス』でジェミニ賞を受賞。

## 主な出演作品

### 映画
- モントリオールのジーザス - Jésus de Montréal (1989)
- ブラック・ローブ - Robe noire (1991)
- オルランド - Orlando (1992)
- Le Confessional (1992)
- 巨人と青年 - Dotkniecie reki (1992)
- I SHOT ANDY WARHOL - I Shot Andy Warhol (1996)
- ベント/堕ちた饗宴 - Bent (1997)
- ワイルド・スタリオン - Dead Heat (2002)
- Walk All Over Me (2007)
- THE JOYUREI 女優霊  - DON'T LOOK UP (2009)
- リグレッション - Regression (2015)

### テレビ
- 特捜刑事マイアミヴァイス - Miami Vice (1986)
- OZ/オズ - Oz (2000)
- 24 -TWENTY FOUR- - 24 (2004)
- サード・ウォッチ - Third Watch (2004)